# Denham Suspension Bridge
De Denham Suspension Bridge, ook: Garraway Stream Bridge, is een hangbrug over de Potarorivier in Potaro-Siparuni, Guyana. De brug is op 6 november 1933 geopend. De brug verbindt Bartica met Mahdia en bevindt zich ongeveer 193 km ten zuiden van Bartica. De Denham Suspension Bridge was bekend door het gebrek aan onderhoud. In 2016 werd de brug gerestaureerd, en werd in 2020 heropend.

## Geschiedenis
Op het einde van de 19e eeuw werd goud ontdekt in Mahdia, maar het gebied was moeilijk bereikbaar. De Denham Suspension Bridge is een 101,5 meter lange hangbrug over de Potaro en was ontworpen door John Aldi voor verkeer tot 20 ton.
Op 6 november 1933 werd de brug geopend door Edward Brandis Denham, de gouverneur van Brits-Guiana, en naar hem vernoemd, maar het is ook bekend als de Garraway Stream Bridge. Volgens de Montreal Gazette werd brug geopend met een gouden schaar.
Het onderhoud aan de brug was gebrekkig, en de brug werd door sommigen als gevaarlijk beschouwd, omdat het in de wind heen en weer slingerde. De brug kreeg de bijnaam de Cassandra Crossing naar de gelijknamige film. In 2016 begon een algemene restauratie van de brug, en de Denham Suspension Bridge werd in 2020 heropend voor verkeer tot 10 ton. De brug heeft de status van regionaal monument gekregen.

## Foto's

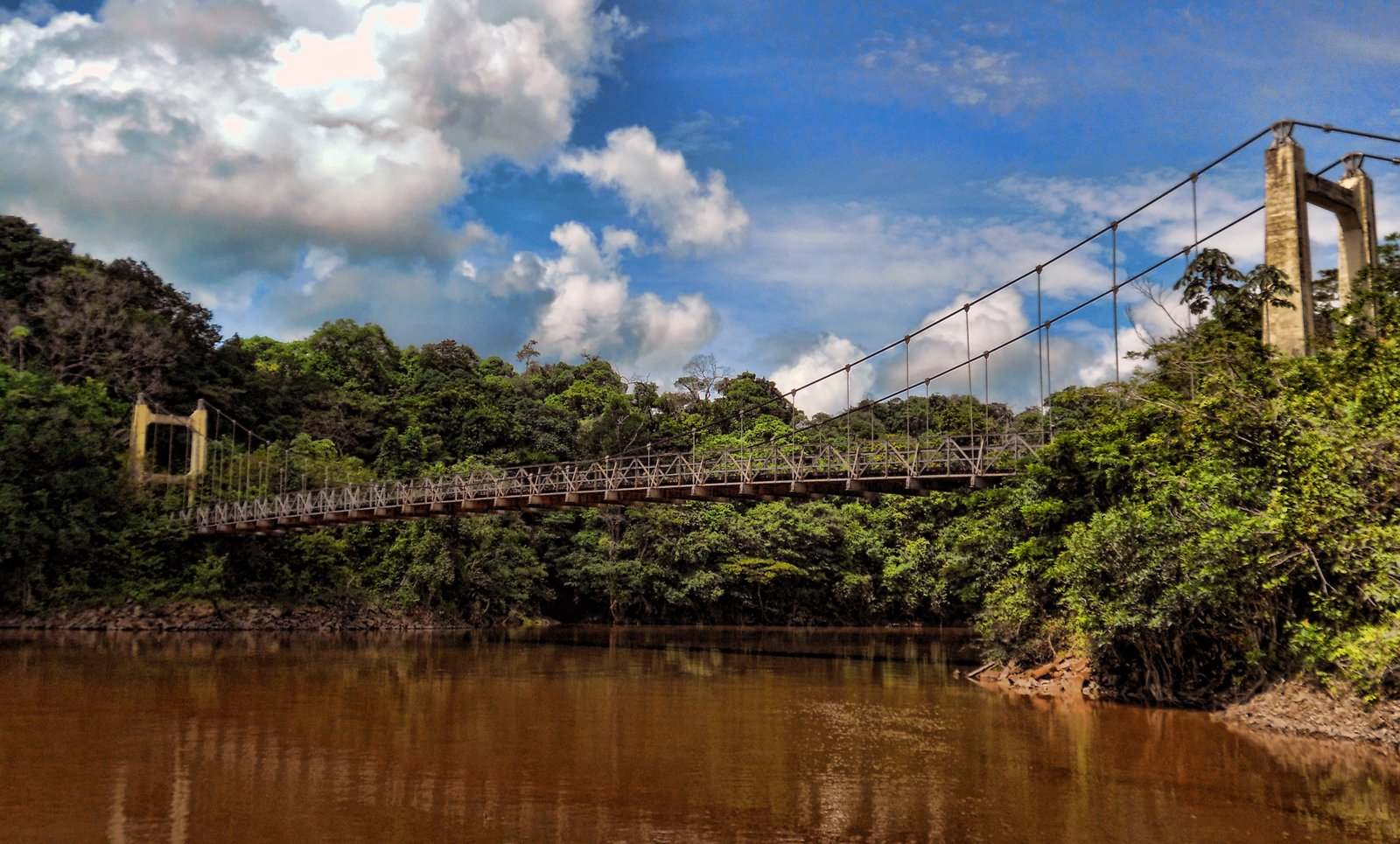
De brug vanaf de rivier (2011)
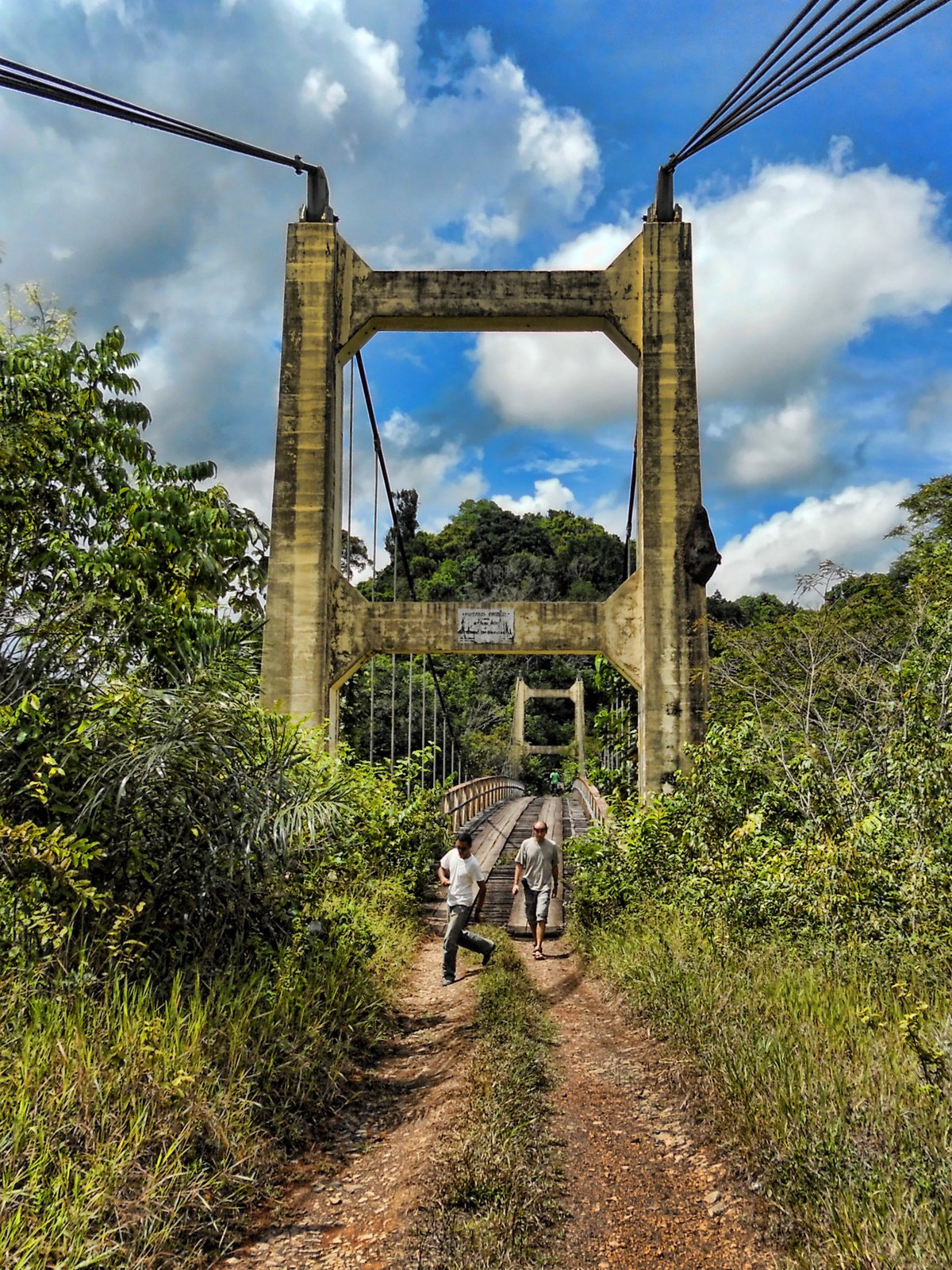
Twee voetgangers hebben de brug overgestoken (2011)